# Ellerton Abbey
Ellerton Abbey – civil parish w Anglii, w North Yorkshire, w dystrykcie (unitary authority) North Yorkshire. W 2001 civil parish liczyła 18 mieszkańców. Ellerton Abbey jest wspomniana w Domesday Book (1086) jako Elreton/Elretun.